# Tapolysárpatak
Tapolysárpatak (szlovákul: Mokroluh) község Szlovákiában, az Eperjesi kerület Bártfai járásában.

## Fekvése
Bártfától 4 km-re északnyugatra, a Tapoly bal oldalán található.

## Története
1277-ben „Mokurlang” néven említik először, 1320-ban „Saarpotok” néven szerepel. Első temploma a 14. század elején épült. A középkorban a szemelnye-makovicai uradalomhoz, majd 1471-től Bártfa városához tartozott. 1427-ben 30 adózója volt. 1600-ban 22 jobbágyház, evangélikus templom, lelkészség és iskola állt a településen. 1715-ben 11, 1720-ban 10 adózója volt. 1723-ban a falut tűzvész pusztította.
A 18. század végén Vályi András így ír róla: „SÁRPATAKA. Blatnicza, vagy Mokraluka. Tót falu Sáros Várm. földes Ura Bártfa Városa, lakosai katolikusok, fekszik Tapoly vize mellett, Bártfához 1/4 mértföldnyire; határjának egy része termékeny, réttyei jók, fájok elég van.”
1828-ban 70 házában 534 lakosa élt, akik szarvasmarha tenyésztéssel, zsindely-, fonókerék- és faszerszám készítéssel foglalkoztak.
Fényes Elek 1851-ben kiadott geográfiai szótárában így ír a faluról: „Sárpataka, Mikroluch, tót falu, Sáros vgyében, Bártfához nyugotra 1/2 mfd., a Tapoly mellett, 256 kath., 250 evang. lak. Kath. paroch. templom. Kiváló rétek. Vizimalom. F. u. Bártfa.”
A 19. század közepén sokan emigráltak a faluból. A trianoni diktátum előtt Sáros vármegye Bártfai járásához tartozott.

## Népessége
| Év:            | 1994. | 2004.    | 2014.   | 2024.   |
| -------------- | ----- | -------- | ------- | ------- |
| Emberek száma: | 587   | 714      | 730     | 769     |
| Eltérés:       |       | +21,63 % | +2,24 % | +5,34 % |

| Év:            | 2023. | 2024.   |
| -------------- | ----- | ------- |
| Emberek száma: | 750   | 769     |
| Eltérés:       |       | +2,53 % |

1900-ban 523 lakosa volt.
1910-ben 535, túlnyomórészt szlovák lakosa volt.
2001-ben 693 lakosából 691 szlovák volt.
2011-ben 730 lakosából 718 szlovák.

## Nevezetességei
- Római katolikus temploma 1772-ben, kápolnája 1826-ban épült.
- Református haranglába 1933-ban készült.